# Michael D. O’Brien
Michael D. O’Brien (ur. 1948 w Ottawie) – kanadyjski pisarz, autor bestsellerowych powieści. W USA, Wielkiej Brytanii i Kanadzie znany jest jako bezkompromisowy krytyk antychrześcijańskich trendów we współczesnej polityce i kulturze. Obok pisania powieści, O’Brien maluje także ikony. Mieszka w Ontario.

## Publikacje
- Father Elijah: An Apocalypse, 1996 (wyd. polskie Ojciec Eliasz. Czas Apokalipsy, 2009).
- The Small Angel, 1996.
- Strangers and Sojourners, 1997.
- Eclipse of the Sun, 1998.
- Plague Journal, 1999 (wyd. polskie Dziennik zarazy, 2009)
- A Cry of Stone, 2003.
- Sophia House, 2005 (wyd. polskie Dom Sophii, 2009)
- Island of the World, 2007.
- Remembrance of the Future, 2009 (wyd. polskie Pamięć przyszłości, 2010)
- Theophilos, 2010 (wyd. polskie Teofil, 2010)
- Winter Tales 2011.